# 谷津山

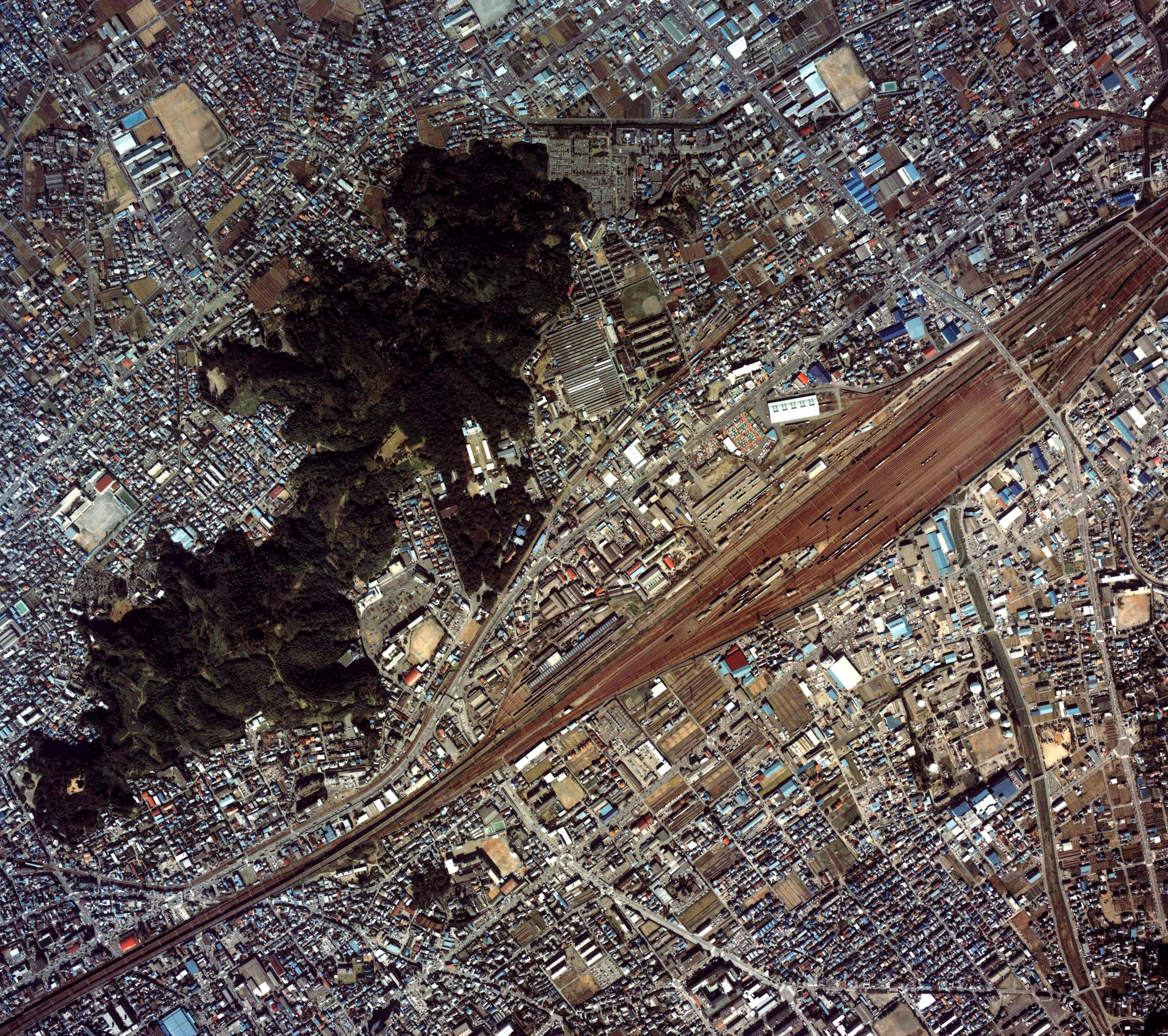
1983年。

谷津山（やつやま）は静岡県静岡市葵区にある山である。標高107.9メートル。

## 特色
静岡市街地の東側にある里山。東西約2km、南北約0.6kmほどに広がっている。子供たちのピクニックやハイキング、大人の散策の場所として静岡市民に利用されている。頂上付近には神社、アスレチック遊具、NHK静岡が1959年まで使用していたラジオ送信用の鉄塔（後、東海大学に譲渡）、谷津山古墳（全長約110メートルの前方後円墳）がある。

## 歴史
かつて谷津山は統一された名前がなく、峰によって（西から）清水山、柚木山（谷津山の「山頂」にあたる）、正木山、愛宕山と呼ばれていたが、明治以降これらを一つの山とするとともに、南麓にあった「柚木谷津村」の谷津の文字をあてて『谷津山』に改称された。

## 谷津山の再生
近年、谷津山は管理放棄に伴って発生した竹やぶが広がり、市民の憩いの場所としてだけではなく、景観や保水などとしても問題になりかねない状態が発生してきた。そのため、市民有志によるグループ「谷津山再生協議会」が2006年に発足し、竹林の伐採や野鳥観察、子供向けの遊具設置などを通じて、谷津山が「里山」として相応しい環境を取り戻すサポートを続けている。

## ギャラリー

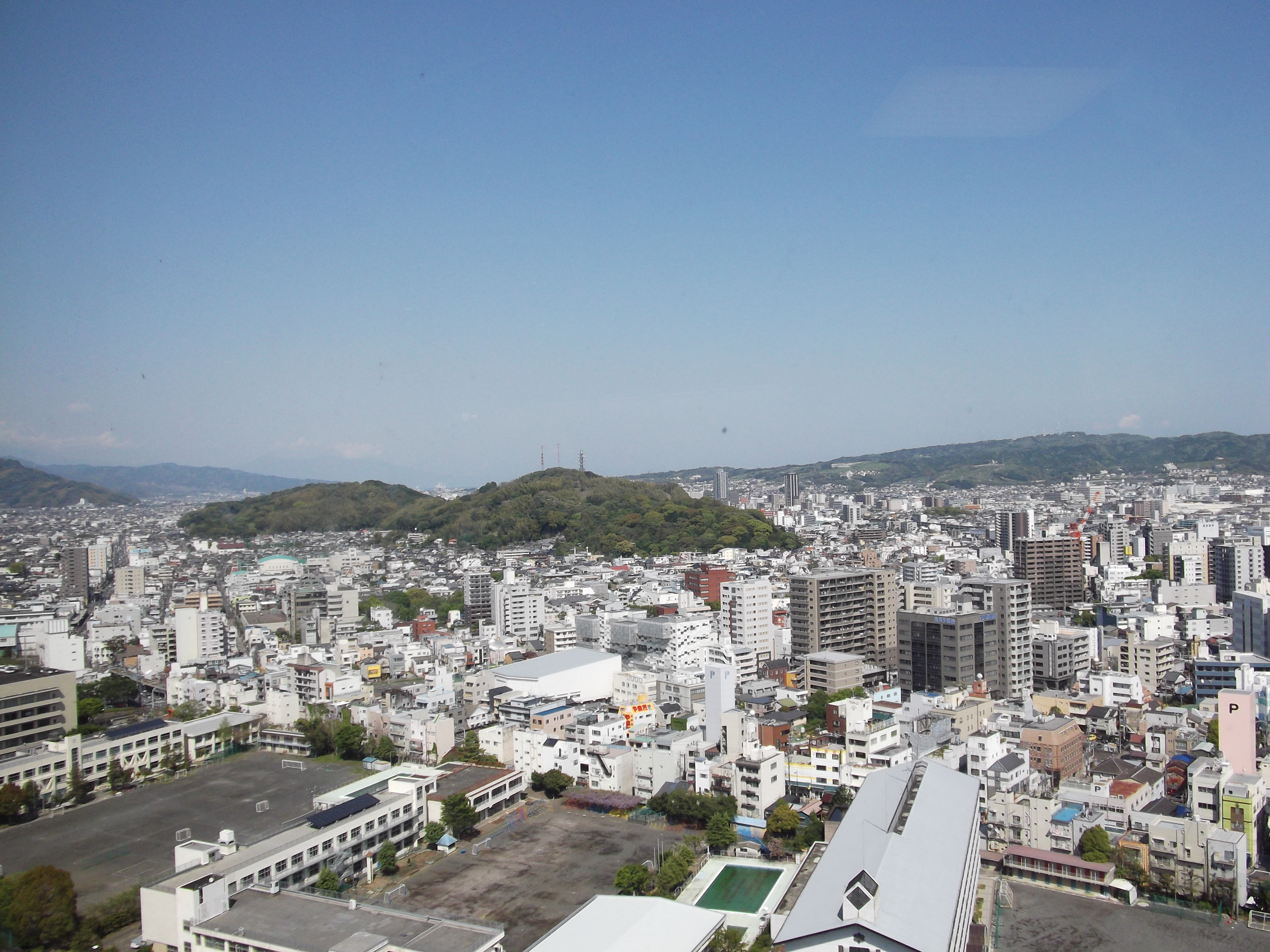
静岡県庁舎別館より。左寄りの隆起2つが谷津山。
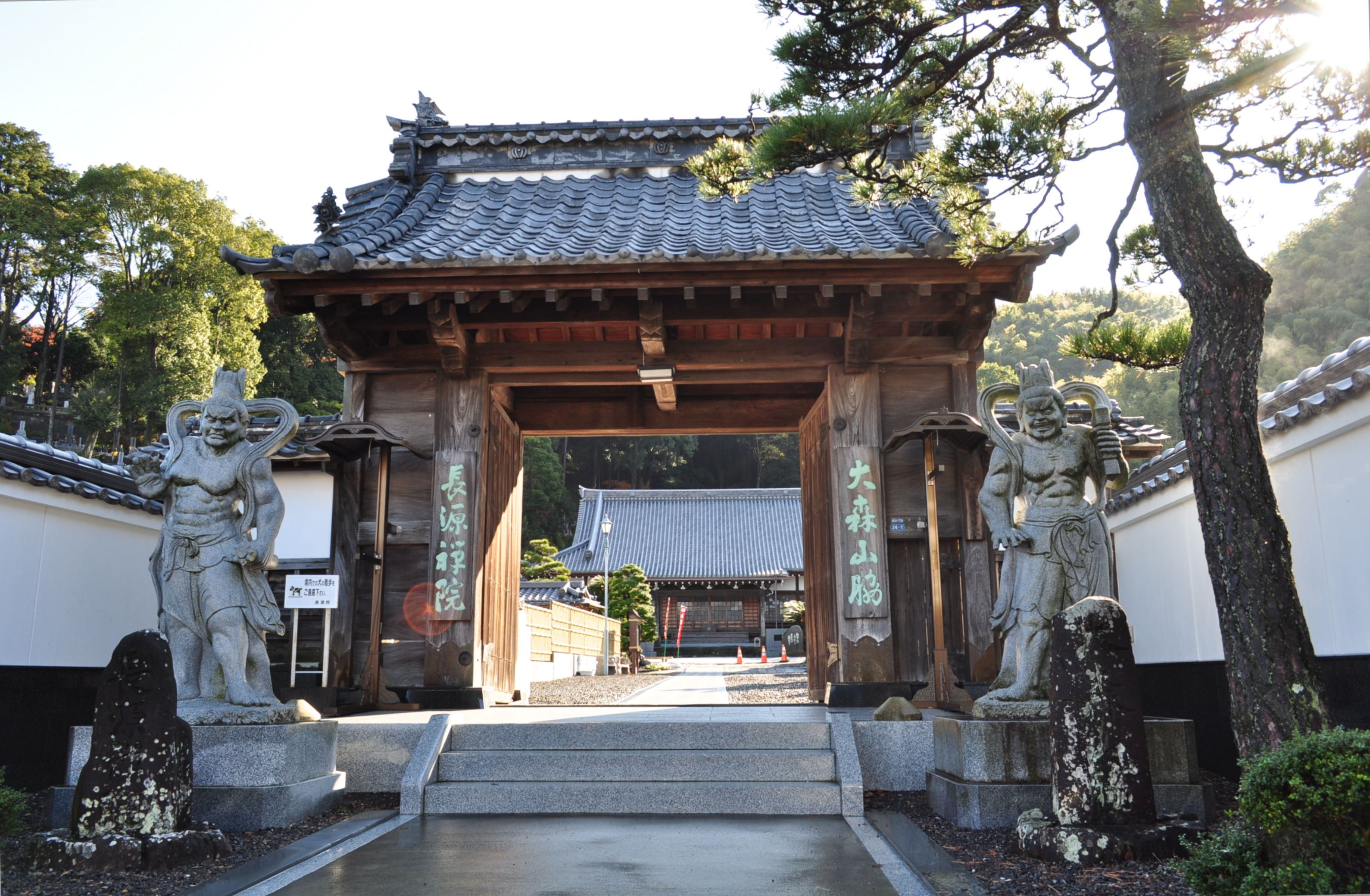
北西麓にある長源院
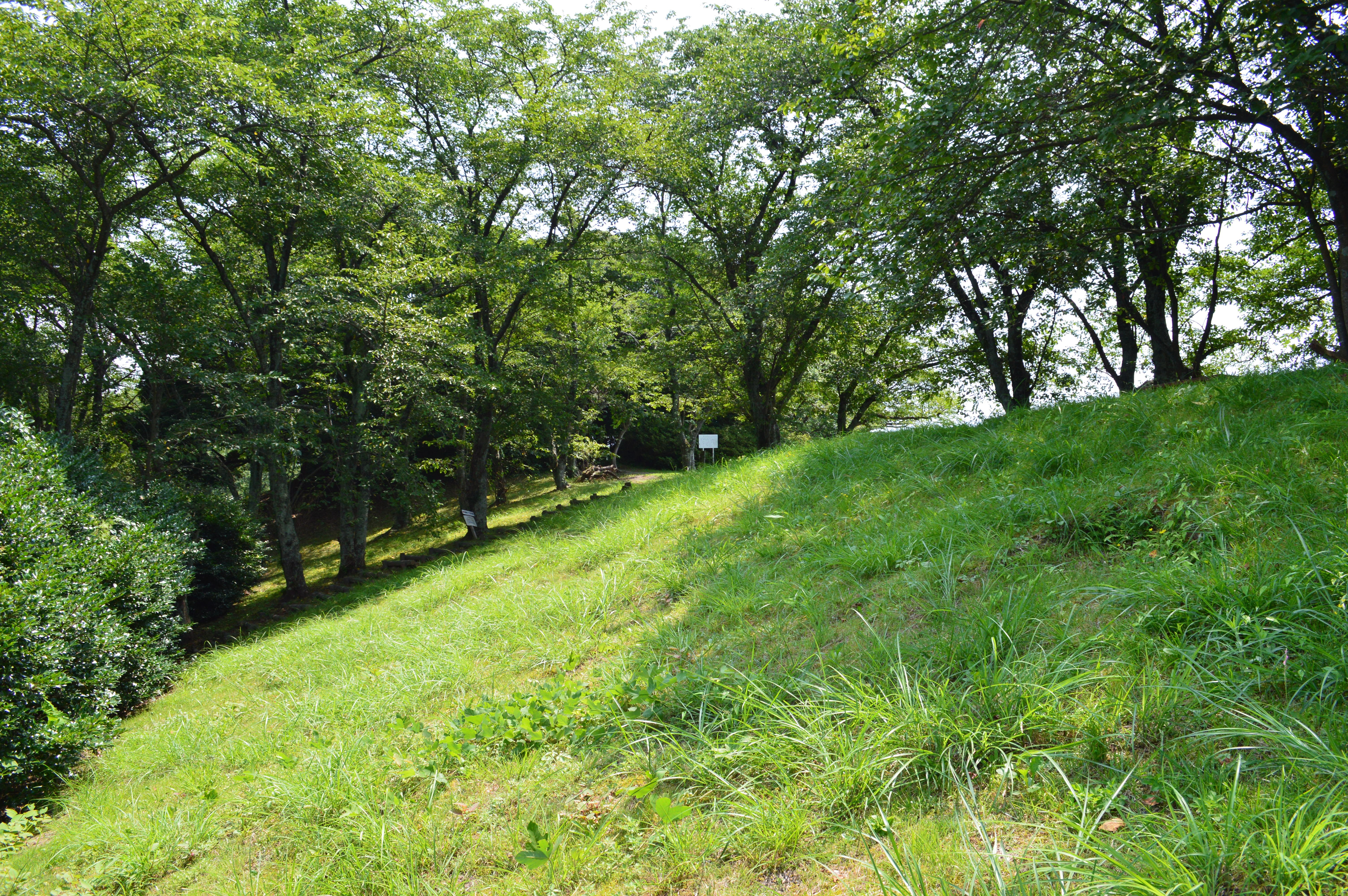
谷津山古墳（前方部から後円部を望む）
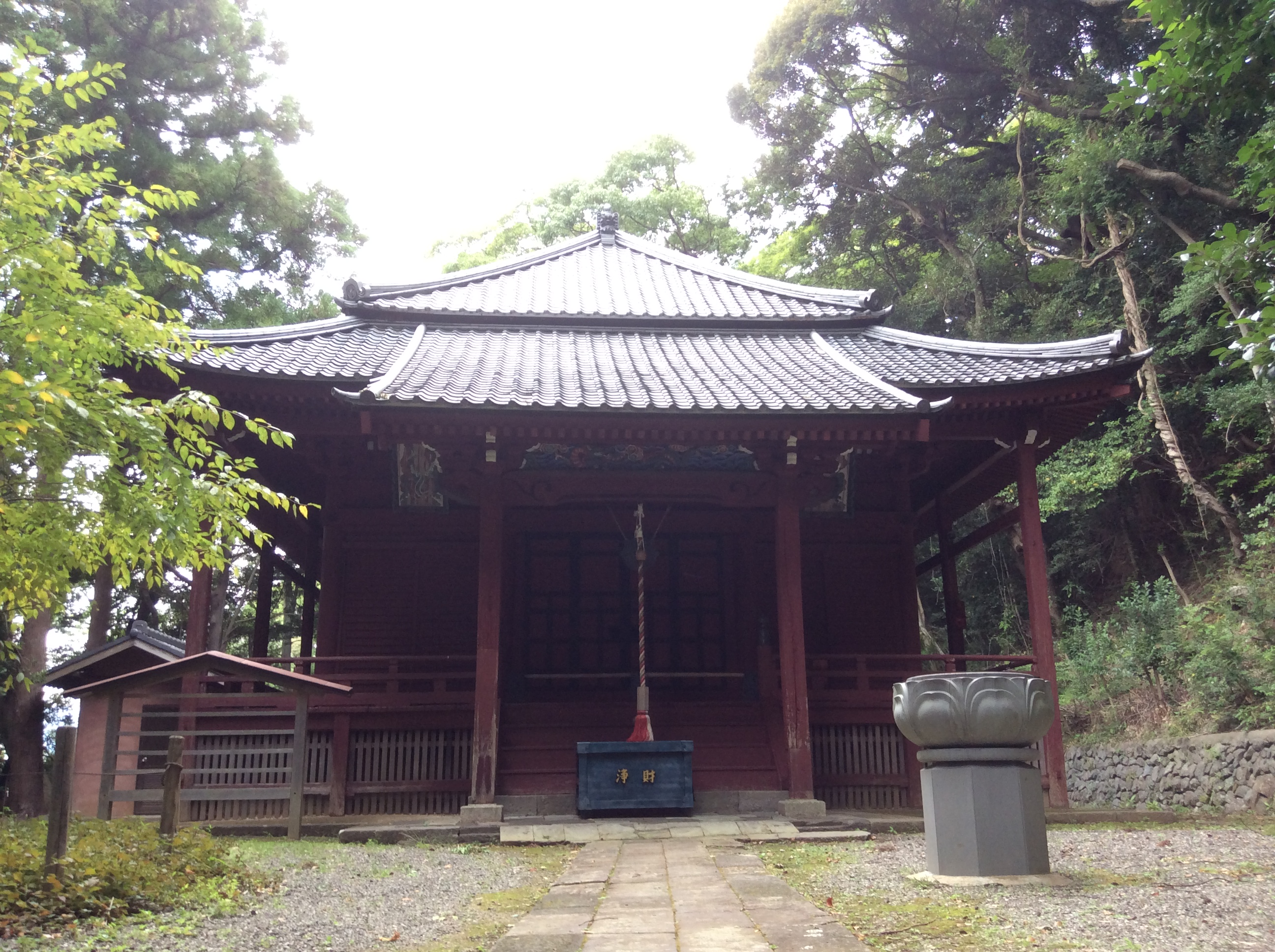
西麓にある清水寺

## 周辺施設
- 愛宕山城 (静岡市)
- 清水寺 (静岡市)
- 靜岡縣護國神社